# Sveti Ivan (żupania primorsko-gorska)
Sveti Ivan – wieś w Chorwacji, w żupanii primorsko-gorskiej, w gminie Malinska-Dubašnica. W 2011 roku liczyła 72 mieszkańców.